# Родион Несторович
Родион Несторович — московский боярин.

## Биография
Сын галицкого боярина Нестора Рябца, который, согласно родословным сказаниям, около 1300 года вышел из Киева к московскому князю (очевидно княжившему тогда Даниилу Александровичу; другие источники утверждают, что вышел сам Родион Несторович, причём к Ивану Калите, который вокняжился лишь спустя 25 лет), по его вызову, с сыном Иваном и с целым полком дружины в числе 1 700 человек.
Честь, оказанная ему князем, вызвала конфликт с боярином Акинфом Гавриловичем, который, недовольный предпочтением новоприбывшему, бежал к великому князю Тверскому Михаилу Ярославичу и в 1304 году с тверским войском неожиданно осадил Ивана Калиту (тогда еще не князя) в Переяславле-Залесском. Иван Калита, находившийся с небольшим отрядом, оказался в опасном положении. Осада продолжалась три дня; на четвёртый подоспел со своим войском Родион Несторович, который ударил на тверичей с тыла, тогда как Иван со своими людьми сделал вылазку из города. В битве под Переславлем-Залесским тверичи были разбиты, а Акинфа Родион Несторович убил собственноручно, после чего он якобы привёз на копье его голову Ивану со словами: «Се, государь, твоего изменника, а моево местника глава», на что Иван ответил: «Яко толико ты дерзновенье и подвиг по мне показал, яко нихто от моих воин». Впрочем, эти подробности известны из поздней (1575) местнической челобитной Ждана Ивановича Квашнина (потомка Родиона Несторовича) против Лобана Андреевича Бутурлина (потомка Акинфа), что принуждает относиться к ним критически.
Историк Антон Горский считает, что история с победой над Акинфом Гавриловичем связана с Нестором Рябцом, а не с его сыном Родионом Несторовичем. Путаница возникла вследствие позднейших компиляций родословных легенд.
В 1332 году Родион Несторович был назначен наместником в московскую часть Волока Ламского и изгнал новгородского наместника, присоединив к Москве и новгородскую часть. В награду получил «село во области круг реки Восходни на пятнадцати верстах», с центром селом Коробовым (будущим Тушиным), где либо он, либо его сын Иван Родионович Квашня (участник Куликовской битвы) основал Спасо-Преображенский монастырь.
Родоначальник ряда дворянских родов, в том числе Квашниных, Самариных и Тушиных.
По легенде, опубликованной Н. М. Карамзиным боярин основал село Киевцы. Несторович получил от Калиты обширные владения у реки Всходни близ Москвы, и, согласно преданию, село Киевцы, где он построил церковь Николая Чудотворца.

## В культуре
Родион Несторович действует в романах Дмитрия Балашова «Великий стол» и «Бремя власти» из цикла «Государи Московские».